# Mundo posible
En filosofía y lógica, especialmente en lógica modal, la noción de mundo posible se utiliza para interpretar afirmaciones modales como «es posible que llueva» o «es necesario que 1 + 2 = 3», y para definir algunas nociones filosóficas como esencia y superveniencia. Sin embargo, no existe acuerdo sobre qué son los mundos posibles. Según el realismo modal de David Lewis, los mundos posibles son universos, y nuestro universo es sólo uno entre muchos. Para Saul Kripke, en cambio, los mundos posibles no son algo que se descubre, sino algo que se estipula mediante descripciones. Para Adams y Plantinga, entre otros, los mundos posibles son conjuntos maximales de proposiciones. Que un conjunto de proposiciones sea maximal quiere decir que si se le agrega cualquier otra proposición, se vuelve inconsistente. En tanto conjuntos, los mundos posibles de Adams y Platinga son entidades abstractas, platónicas. En lógica modal, la noción de mundo posible se toma como primitiva y por lo tanto no se define.

## Historia
Recientemente ha demostrado Jesús Padilla Gálvez que el pensador Antonio Rubio de Rueda introdujo por primera vez la noción de mundo posible. Posteriormente Gottfried Leibniz lo reelaboró en un trabajo de 1710 conocido como Teodicea. Según Leibniz, los mundos posibles son ideas en la mente de Dios, distintas maneras en las que Dios podría haber creado el mundo. Su conclusión es que como Dios es benevolente, el mundo actual debe ser el mejor de todos los mundos posibles. Esta propuesta fue luego ridiculizada por Voltaire en su obra de 1759 titulada Cándido.
En 1959, Saul Kripke utilizó la noción de mundo posible para dar una semántica formal a la lógica modal y demostrar su completitud semántica. Desde entonces, su uso se ha extendido a otras partes de la lógica y la filosofía, por ejemplo para definir nociones como esencia o superveniencia. Junto con la difusión de su uso, creció también el debate sobre qué son exactamente los mundos posibles.